# Guerra de Abjasia (1998)
La Guerra de Abjasia de 1998 tuvo lugar en el distrito de Gali, en Abjasia, después de que los georgianos residentes en esta región lanzaran un ataque insurgente contra el gobierno secesionista de Sujumi. También se le llama a este conflicto la Guerra de los Seis Días de Abjasia ya que aparentemente duró ese tiempo, a pesar de que los ataques habían comenzado con anterioridad a esa fecha.

## Antecedentes
Durante la Guerra de Abjasia de 1992 se generó una gran cantidad de desplazados, principalmente georgianos, lo que las autoridades de Georgia calificaron de "limpieza étnica" por parte de las fuerzas abjasias y de sus aliados, entre los que se encontraba Rusia. En noviembre de 1993 el distrito de Gali estaba controlado por las fuerzas secesionistas abjasias, salvo enclaves aislados, evacuados por el acuerdo de cese el fuego patrocinado por Moscú en 1994. Desde ese momento, entre 40.000 y 60.000 georgianos volvieron al distrito de Gali.

## Esporádicos ataques guerrilleros
Las infructuosas conversaciones de paz a lo largo de 5 años entre abjasios y georgianos hicieron que los georgianos residentes en Abjasia tomasen las armas. Pequeñas partidas guerrilleras se unieron gradualmente a esta insurrección, y en 1996 formaron la Legión Blanca, llevando a cabo acciones subversivas desde esa fecha. Otro grupo, los Hermanos de los Bosques, fue creado más tarde.
El gobierno abjasio denunció que unos 300 guerrilleros se habían introducido en el distrito de Gali, y que habían iniciado los preparativos para un levantamiento a gran escala. De acuerdo con fuentes abjasas, animaban a los residentes georgianos (especialmente a mujeres y niños) a dejar sus casas temporalmente y a permanecer ocultos en caso de que las hostilidades se iniciasen.
En primavera empeoró la situación en Abjasia. La Legión Blanca, los Hermanos de los Bosques y otros grupos georgianos aumentaron sus ataques contra el Ejército abjasio, provocando que estos últimos perdiesen finalmente el control del distrito de Gali. El ataque más duro ocurrió el 18 de mayo de 1998, cuando los guerrilleros georgianos arrasaron una comisaría de policía en el pueblo de Repi, en el distrito de Gali, matando a 17 agentes.

## La "Guerra de los Seis Días"
El 20 de mayo de 1998, tropas abjasias fuertemente armadas formadas por unos 1.500 hombres con tanques T-72 y T-55, transportes blindados de personal y artillería de 122 milímetros entraron en el distrito de Gali. Las guerrillas georgianas, armadas únicamente con armas cortas, ametralladoras y lanzagranadas iniciaron una guerra de trincheras para defender a las poblaciones de etnia georgiana. Los combates más duros ocurrieron en Jumushkuri, Zemo Barghebi, Sida y Saberio. 
Para el 26 de mayo, las fuerzas abjasias habían tomado el control de casi todo el distrito de Gali. Delegaciones abjasias y georgianas alcanzaron una tregua el 25 de mayo, tras una reunión en la ciudad de Gagra. De acuerdo con el tratado, ambas partes retirarían sus fuerzas armadas del distrito de Gali a las 6 de la mañana del 26 de mayo. Una comisión especial de representantes de la ONU y otras organizaciones internacionales supervisaron el alto el fuego.

## Bajas

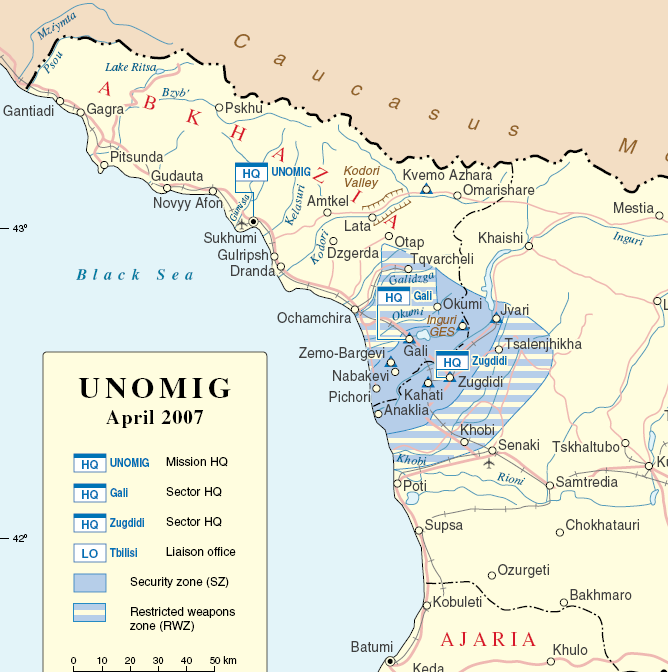
Gali está ubicada en la Zona de Seguridad de la ONU.

De acuerdo con la oficina del fiscal general de Georgia, durante el conflicto de Gali, el lado georgiano sufrió las siguientes bajas: 6 desaparecidos, 35 civiles y 17 funcionarios muertos, 24 heridos y 56 prisioneros. Además, 1.685 casas de habitantes locales georgianos fueron incendiadas. Las fuentes georgianas afirmaron que las pérdidas abjasas fueron mucho mayores, diciendo que al menos 300 habían muerto y que había docenas de heridos.
Las hostilidades tuvieron como resultado cientos de bajas en ambos lados, y el desplazamiento adicional de entre 30.000 y 40.000 georgianos.  Sin embargo, muchas familias volvieron rápidamente, aunque los enfrentamientos dejaron 1.500 casas, algunos edificios, incluyendo parte de los que recientemente se habían rehabilitado con la ayuda internacional, prácticamente en ruinas.

## Participación de Georgia
El gobierno georgiano afirmó que no tenía conexión alguna con las guerrillas.
Una sesión extraordinaria de conversacionies georgiano-abjasas tuvieron lugar el 22 de mayo de 1998 en Tiflis, en las cuales se redactó un borrador de protocolo, con la obligación por parte de Sujumi de retirar sus fuerzas de Gali, y Tiflis de detener las guerrillas en la región. Según los expertos, este hecho implicaba directamente el que las autoridades georgianas tenían cierto control sobre las guerrillas. Sin embargo, Eduard Shevardnadze, entonces Presidente de Georgia, afirmó una vez más que el gobierno no tenía nada que ver con las guerrillas georgianas de Gali.